# Yelawolf
Yelawolf, de son vrai nom Michael Wayne Atha, né le 30 décembre 1979 à Gadsden en Alabama, est un rappeur et chanteur américain. Il fut, jusqu'en 2019, sous contrat avec le label Shady Records du rappeur Eminem. Yelawolf publie son premier album indépendant intitulé Creekwater en 2005. Entre 2005 et 2010, il publie un EP et quatre mixtapes. La dernière des quatre, intitulée Trunk Muzik, popularise significativement le rappeur, et l'amène à signer au label Interscope Records, qui rééditera la mixtape sous le titre Trunk Muzik 0-60 plus tard la même année.
En janvier 2011, Yelawolf signe chez Shady Records et publie l'album Radioactive le 21 novembre 2011. L'album débute 27e du Billboard 200. Yelawolf publie la suite de sa mixtape à succès Trunk Muzik, intitulée Trunk Muzik Returns le 14 mars 2013. Son deuxième album, Love Story, est publié le 21 avril 2015. Fin 2015, il annonce via son compte Instagram qu'il travaille activement sur un prochain album intitulé Trial By Fire. Ce dernier sortira le 27 octobre 2017, après la parution de titres tels que Daylight, Shadows ou encore Get Mine.
En janvier 2018, il annonce à ses fans la sortie prochaine de la suite de Trunk Muzik Returns paru en 2013 : Trunk Muzik 3 .

## Carrière

### Jeunesse et débuts
Atha est né le 30 décembre 1979 à Gadsden, en Alabama, et possède des racines cherokees et américaines. Sa mère Sheila, qu'il considère comme une « rockstar » le met au monde à l'âge de 15 ans. Pendant son enfance, Atha déménage souvent. Il passe la plupart de son temps à Antioch, dans le Tennessee, et étudie à la Carter Lawrence Elementary School de Nashville. Son père veut faire de lui un militaire, mais Michael préfère le skateboard et la musique ; son amour pour le hip-hop grandit au fil de ses voyages.
Alors que Yelawolf est plongé dans le monde du rock par ses parents (AC/DC, Metallica), il se fait un ami, voisin de banlieue à la périphérie de Nashville qui le conduit dans le monde de la rue et du hip-hop. Yelawolf affirme être influencé par des artistes comme Snoop Dogg, Ice Cube, Three 6 Mafia, N.W.A., Wu-Tang Clan, Souls of Mischief, Digable Planets, Cypress Hill et UGK. Dans sa jeunesse, il parcourt les scènes locales avec des groupes comme Southside Hustler et Haystack. Mais c'est à Antioch que Yelawolf devient fou de hip-hop et qu'il se met à écrire ses premiers textes de rap, basés sur ses influences. C'est en voyageant que son style d'écriture mûrit : « Ce sont mes voyages, mes rencontres et mes fréquentations qui ont apporté cette créativité à mon esprit[réf. nécessaire]. » Avant de se consacrer pleinement au hip-hop, Yelawolf était un skateur professionnel, avide de sensations fortes. Mais en 2005, à cause d'une blessure, il doit arrêter cette passion et se tourne donc vers son deuxième hobby, la musique, plus précisément le rap. Le nom « Yelawolf » est une référence à ses racines amérindiennes (« Yela » signifiant le feu, la force, le courage, et « Wolf » le loup)[réf. nécessaire].
En 2005, Yelawolf apparaît dans l'émission de téléréalité The Road to Stardom with Missy Elliott diffusée sur UPN, attirant l'attention du public en sa qualité d'artiste graphiste (peinture murale). Après son élimination de l'émission, il publie sa première mixtape, Pissin' in a Barrel of Beez puis son premier album indépendant, Creek Water. En 2007, il signe un contrat au label Columbia Records et publie le single Kickin' mais l'album qui devrait suivre, Fearin' and Loathin' in Smalltown, U.S.A., ne sera jamais publié. À la fin de l'année, Yelawolf quitte Columbia. En 2008, il publie deux mixtapes, Balls of Flames: The Ballad of Slick Rick E. Bobby et Stereo: A Hip Hop Tribute to Classic Rock, toutes deux passées inaperçues.

### Trunk MuziketRadioactive(2009–2011)
En 2009, il signe un contrat chez Ghet-O-Vision Entertainment et publie son premier EP, Arena Rap. Fin 2009, Yelawolf commence à travailler avec WillPower, producteur chez Ghet-O-Vision, sur sa mixtape Trunk Muzik. Publiée en janvier 2010, la mixtape connaît un immense succès sur Internet. La même année, le rappeur signe un contrat avec Interscope Records, et commence travailler sur une réédition de sa mixtape intitulée Trunk Muzik 0-60. Cet opus, publié le 22 novembre 2010 conjointement chez Ghet-O-Vision et Interscope, est acclamé par la critique et le public.
En février 2011, Yelawolf figure parmi les XXL's Freshmen of 2011 du magazine XXL, aux côtés de Kendrick Lamar, Cyhi da Prynce, Big K.R.I.T., Meek Mill, Lil Twist, Fred the Godson, Mac Miller, Lil B et Diggy Simmons. Le mois suivant, il apparaît de nouveau en couverture du magazine XXL aux côtés d'Eminem et de Slaughterhouse confirmant la signature d'un contrat chez Shady Records, le label d'Eminem. Le 14 avril 2011, Yelawolf annonce le titre de son premier album studio, Radioactive, avec une date de sortie prévue en septembre. Le 8 août 2011 sort le premier single officiel de l’album, Hard White (Up in the Club), avec un featuring de Lil Jon. La date de sortie de l'opus est retardée et un deuxième single, Let's Roll, avec un featuring de Kid Rock, sort le 30 octobre 2011. Radioactive est finalement publié le 21 novembre 2011, conjointement chez Interscope et Shady, et se classe à la 27e place du Billboard 200. L'album contient des productions d'Eminem (qui est également le producteur exécutif), Jim Jonsin, J.U.S.T.I.C.E. League, Diplo, The Audibles, Pooh Bear et WillPower of SupaHot Beats, et des featurings d'Eminem, Kid Rock, Lil Jon, Fefe Dobson, Mystikal, Shawty Fatt, Rittz, Killer Mike et Gangsta Boo, entre autres.

### DeThe Slumdon BridgeàPsycho White(2012)
Le 24 janvier 2012, Yelawolf publie un titre promotionnel, You Don't Know (For Fuck's Sake), avec le chanteur britannique Ed Sheeran, extrait de l'album collaboratif à venir des deux artistes, The Slumdon Bridge. Quelques jours plus tard, une bande-annonce montrant Yelawolf et Ed Sheeran en studio d'enregistrement est publiée. Yelawolf y révèle que l'EP a été réalisé en dix heures seulement et qu'il comprend quatre morceaux. The Slumdon Bridge est proposé en téléchargement gratuit le 14 février 2012, jour de la Saint-Valentin, puis diffusé en CD chez Warner le 14 avril 2012.
Le 16 juin 2012, afin de commémorer la fête des pères, Yelawolf publie une chanson intitulée Happy Father's Day. Avec ce titre, le rappeur annonce la sortie de sa cinquième mixtape, Heart of Dixie, le 4 juillet 2012, Jour de l'Indépendance. En août 2012, Yelawolf annonce la sortie d'un EP en collaboration avec le batteur Travis Barker, Psycho White. Après avoir été reporté à plusieurs reprises, l'opus sort le 13 novembre 2012 et se classe à la 50e place du Billboard 200.

### DeTrunk Muzik ReturnsàCountry Cousins(depuis 2013)
En mars 2012, Yelawolf avait annoncé qu'il commencerait à enregistrer son deuxième album chez Shady Records, Love Story, au mois de juin. À la suite d'un accident de plongée ayant provoqué une rupture de sa rate, le rappeur décide de retarder l'enregistrement de son album. Lors d'une interview avec DJ Skee, Yelawolf a dévoilé qu'une mixtape intitulée Trunk Muzik Returns, ainsi qu'un album en collaboration avec Big K.R.I.T., Country Cousins, étaient en projet.
Le 5 février 2013, Yelawolf publie Way Out, le premier extrait de Trunk Muzik Returns et annonce que la mixtape sortira le 14 mars 2013. Le 8 février 2013, le site du magazine Billboard annonce le début de l'enregistrement de Love Story dans un studio de Nashville.
Le 28 janvier 2014, Yelawolf publie son premier single extrait de Love Story, Box Chevy V chez Shade 45. Yelawolf annonce la sortie de Love Story en mai 2014, mais le reporte ensuite pour 2015. Yelawolf publie le single Whiskey in a Bottle et révèle la couverture de Love Story et sa date de sortie pour le 25 avril 2015. L'album est finalement publié le 21 avril 2015 et généralement bien accueilli par la presse spécialisée.

## Vie privée
Yelawolf se fiance à la chanteuse Fefe Dobson en début juillet 2013. Ils se sont mariés en septembre 2019. Il a trois enfants, de son précédent mariage avec Sonora Rosario.

## Discographie

### Mixtapes
- 2005 : Pissin' in a Barrel of Beez
- 2008 : Ball of Flames: The Ballad of Slick Rick E. Bobby
- 2008 : Stereo: A Hip Hop Tribute to Classic Rock
- 2010 : Trunk Muzik
- 2012 : Heart of Dixie
- 2013 : Trunk Muzik Returns
- 2013 : Black Fall
- 2018 : Trunk Muzik 3
- 2021 : Black Sheep

### Albums collaboratifs
- 2012 : The Slumdon Bridge (avec Ed Sheeran)
- 2012 : Psycho White (avec Travis Barker)
- 2017 : Catfish Billy x Cub Cook Up Boss (avec Cub da CookUpBoss)

### Collaborations
- 2009 : I Run (Slim Thug Feat. Yelawolf)
- 2009 : Mixin' Up The Medicine (Juelz Santana Feat. Yelawolf)
- 2010 : Go Crazy (Rich Boy Feat. Yelawolf)
- 2010 : Down This Road (Bizarre Feat. Yelawolf)
- 2010 : You Ain't No DJ (Big Boi Feat. Yelawolf)
- 2010 : Live It (Paul Wall Feat. Jay Electronica, Raekwon & Yelawolf)
- 2011 : 2.0 Boys (Eminem Feat. Slaughterhouse & Yelawolf)
- 2011 : Rough (Game Feat. Yelawolf)
- 2011 : Push It (Jessie and the Toy Boys Feat. Yelawolf)
- 2011 : Let’s Go (Travis Barker Feat. Lil Jon, Busta Rhymes, Twista & Yelawolf)
- 2011 : Worldwide Choppers (Tech N9ne Feat. Busta Rhymes, Ceza, D-Loc, JL, Twista, Twisted Insane, U$O & Yelawolf)
- 2011 : I Just Wanna A Party (Yelawolf Feat. Gucci Mane)
- 2012 : Pretty Little Girl (Blink-182 Feat. Yelawolf)
- 2012 : 6 Feet Underground (Yelawolf feat. Tim Armstrong et Travis Barker)
- 2013 : 1-Train (A$AP Rocky feat. Kendrick Lamar, Joey Bada$$, Yelawolf, Danny Brown, Action Bronson & Big K.R.I.T.)
- 2013 :  Gun Plus A Mask (Juicy J feat. Yelawolf)
- 2014 : Psychopath Killer (Slaughterhouse feat. Yelawolf) - Shady XV
- 2014 : Down - ShadyXV
- 2014 : Twisted (Eminem feat. Skylar Grey & Yelawolf) - Shady XV
- 2018 : (The First Stone) Changes (Fever 333 Feat. Yelawolf)